# Личинкотерапия

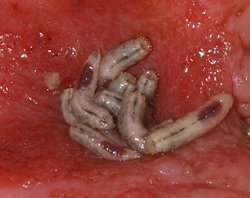
Личинки «выскребают» остатки мёртвых тканей на ране

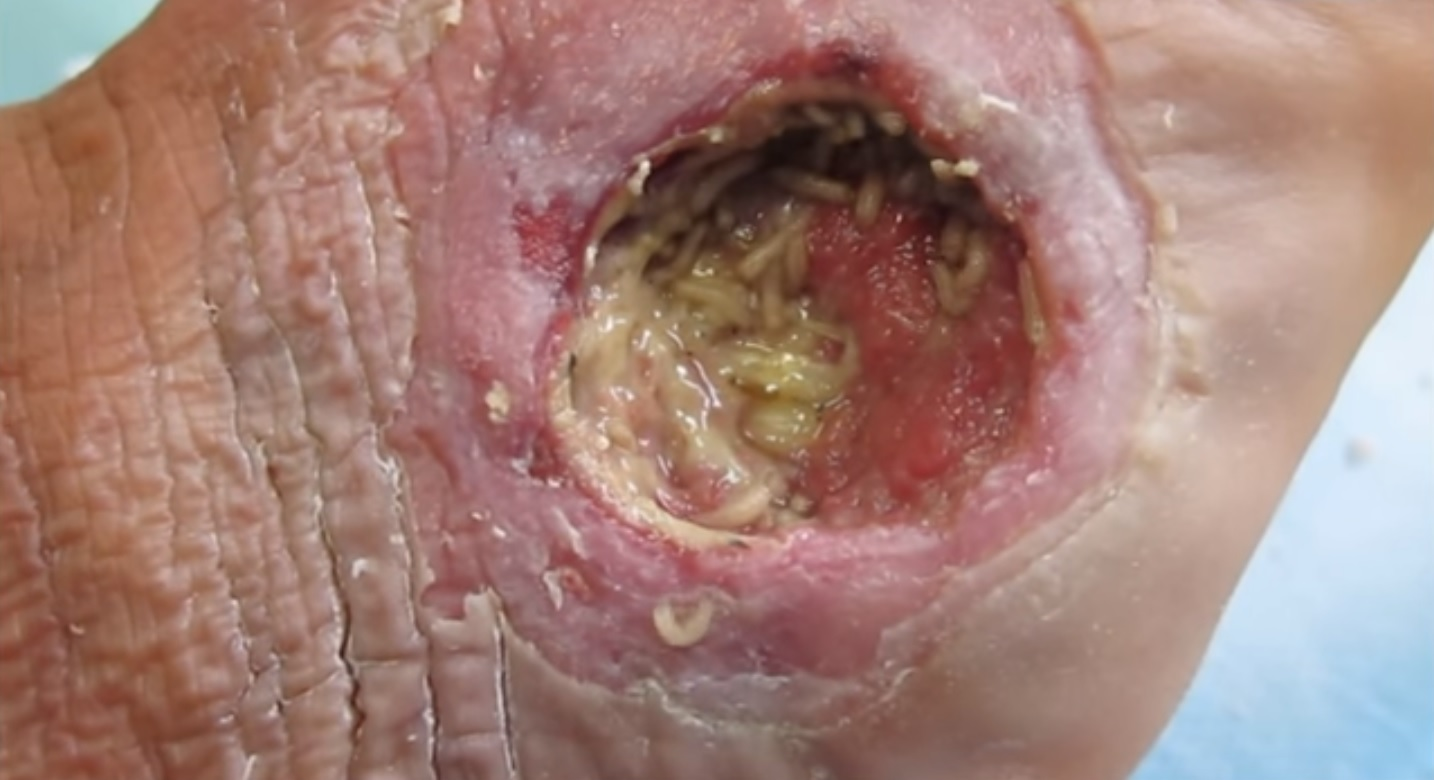
Клиническое лечение язвы стопы у пациента-диабетика

Личинкотерапи́я (англ. maggot therapy) — один из древнейших методов очистки открытых ран (раневой ирригации, дренирования и антисептики одновременно) от выделяемого тканями экссудата, предотвращения нагноения и воспалительных процессов с помощью личинок некоторых мух, например синей или зелёной мясной мухи, выполняемой без или же с минимальным инструментальным вмешательством вглубь повреждённых тканей и, как правило, безанестезийно. В США этот метод получил название «очищающая личиночная терапия» (Maggot debridement therapy), в Великобритании — «биохирургия» (Biosurgery).
Личинки каллифорид питаются омертвевшими тканями, они не имеют жалящих органов и не «кусаются», так как используют экстракорпоральное предварительное пищеварение (внепищеводное пищеварение) — они выделяют пищеварительные соки для разжижения пищи, которую затем употребляют. Личинки используются либо в свободном расположении в ране, либо в виде марлевого мешка, который помещается на рану, через которую происходит питание личинок, однако такой способ значительно ограничивает лечебный эффект.
Известно, что данный метод врачевания гнойных и инфицированных ран, а также остеомиелита, применялся с глубокой древности — жития святых содержат упоминания «наполнения своих ран червями» Симеоном Столпником в V веке (в частности для лечения открытой бедренной раны), однако консервативное архиерейство тогда отнеслось скептически к подобным медицинским практикам, посчитав их «вредными», «смрадными» и т. п. Кроме европейской цивилизации, эту же лечебную методику практиковали независимо друг от друга мезоамериканская цивилизация майя, монгольские завоеватели, древние бирманцы и австралийские аборигены, о чём сохранились документальные свидетельства в древних хрониках и наскальной живописи.
Задокументированные систематизированные случаи применения личинок в лечебных целях в военно-полевой медицинской практике относятся ко временам правления Наполеона. Первое официальное медицинское описание применения личинок относится ко времени Гражданской войны в США. Хирург Джон Форни Закариас отмечал, что личинки «очищали раны от мёртвых тканей лучше всех имевшихся у нас тогда средств, предотвращали развитие сепсиса и способствовали быстрому выздоровлению».
В Первую мировую войну способ лечения опарышами широко применялся доктором Уильямом Байером из медицинской школы Джонса Хопкинса в Балтиморе. Байер описал случай, когда на поле боя санитары нашли двух раненых солдат, остававшихся без лечения около суток. Когда с них сняли одежду, то в ранах обнаружили тысячи личинок, однако в самих ранах ткани были чистые и розовые.
В России метод широко применялся во время русско-японской войны 1905 года даже для лечения стрелянных ран. В подготовленные хирургами гнойные стрелянные раны вводились личинки, дренажи для отвода крови и трубчатый воздуховод для дыхания личинок.
Допущение мясных мух к ране при самолечении для раневой ирригации открытых экссудирующих ран, трофических язв и локализованных тропических кожных заболеваний для предотвращения гангренозных очагов и сепсиса при отсутствии возможности получить квалифицированную медицинскую помощь — один из методов медицины дикой природы и полевой медицины, известны клинически подтверждённые случаи успешного, безанальгезивного самоизлечения в условиях лагеря для военнопленных во Вьетнаме в ходе Вьетнамской войны — в одном из случаев после заживления раны пациент обработал очаг собственной мочой, таким образом «смыв» личинки (в практике традиционной медицины известно использование для купирования очага распространения личинок на затянувшемся эпителии, достаточно регенерировавшемся для безболезненного контакта с химическими веществами, таких средств, как медный купорос, каменноугольная смола, соль, дёготь, скипидар). 
Практика показывает, что широкому применению метода личиночной терапии препятствуют фобии, отрицательное отношение священнослужителей и местных религиозных верований (усматривающих в этих лечебных практиках проявление «нечистой силы» и т. п.), продолжительный, вплоть до нескольких дней, неэстетичный и малоприятный вид процесса (как и отсутствие общепринятых стандартизованных методичек).
Применение личинок для лечебных целей на основе опыта полевой медицины Первой мировой войны (как альтернатива повсеместно практиковавшейся ампутации) нашло отражение в руководстве по боевой медицине для сил спецназначения армии США. 
При этом следует помнить о том, что в природе мухи не обеспечивают необходимых требований стерильности в отличие от лабораторно выведенных, стерилизованных и непатогенных опарышей, вводимых в рану инструментально, также противопоказано применение личиночной обработки ран при проникающих полостных ранениях в случае уже образовавшихся свищей — показания к применению личинок зависят от клинической картины, степени запущенности раны и конкретных обстоятельств после тщательного визуального (а при необходимости и инструментального) обследования раны.
Существует распространённое предубеждение, что личинка может «заживо поедать» тело человека или животного, однако, на самом деле, опарыши питаются только омертвевшими тканями, и их массовое распространение на теле ещё живого человека или животного говорит о тяжёлом поражении части тела некрозом. Личинки замедляют процесс гниения, питаясь омертвевшими тканями и не трогая живые. 
Опарыш выделяет природный антибиотик сератицин, который позволяет личинке спокойно питаться мёртвыми тканями, содержащими опасные бактерии, и одновременно дезинфицировать ещё живые ткани животного/человека, препятствуя их дальнейшему гниению. Кроме того, личинки способны останавливать дальнейшие воспалительные процессыː они выделяют аллантоин — вещество, препятствующее работе рядов белков, вызывающих воспалительную реакцию в тканях. Подавление иммунитета позволяет опарышам спокойно питаться омертвевшими тканями без риска острого иммунного ответа организма носителя.
Метод потерял популярность в связи с открытием антибиотиков, но вновь стал применяться с 90-х годов связи с тем, что некоторые бактерии выработали резистентность к антибиотикам. До сих пор в медицине опарыши применяются в некоторых клиниках как дешёвый, эффективный и безопасный способ очистки ран от мёртвых тканей и нагноений. По данным Международного общества биотерапии, за последние 25 лет более 80 000 пациентов во всём мире прошли лечение с помощью личинок. Терапия получила одобрение FDA в США (2007 г.) и EMA в ЕС (2010 г.) для лечения трудно заживающих ран.

## Хирургические личинки
Для личинкотерапии используются специально выращенные стерильные личинки определённых видов мух (родов Lucilia, Calliphora и др.), так как «природные» мухи могут быть опасны и способны занести патогенные микробы в рану.
Насекомые вырабатывают очень большое количество антимикробных и фунгицидных пептидов, находясь в первичном септическом очаге (септической травме). Они избирательно реагируют на различные группы микроорганизмов, простейшие грибы, а также грамположительные и грамотрицательные бактерии.
Хирургические личинки с древних времён использовались для заживления и стерилизации ран. Во времена Крымской войны этих личинок активно использовал хирург Н. И. Пирогов. Из клеток хирургических личинок синей мясной мухи Calliphora vicina в ответ на бактериальное заражение был выделен комплекс антимикробных пептидов FLIP7 (Fly Larvae Immune Peptides) и широкая группа различных противомикробных препаратов на их основе.